# Chang’e 2
Chang’e 2 (chinesisch 嫦娥二號 / 嫦娥二号, Pinyin Cháng'é Èrhào) ist die zweite Raumsonde der China National Space Administration (CNSA) und die zweite Mission im Mondprogramm der Volksrepublik China. Die Sonde startete am 1. Oktober 2010 um 10:59 Uhr UTC vom Raumfahrtbahnhof in Xichang.
Die Sonde umkreiste den Mond acht Monate, um ihn zu vermessen und zu fotografieren.
Die Mission diente als Vorbereitung für die weiche Landung von Chang’e-3 im Jahr 2013. Im Dezember 2012 erreichte die Sonde den Asteroiden (4179) Toutatis.
Die Kosten werden auf rund 900 Millionen Yuan (damals knapp 100 Millionen Euro) beziffert.

## Aufbau
Chang’e 2 war ursprünglich als Backup für Chang’e 1 vorgesehen. Die Sonde basiert ebenfalls auf dem DFH-3-Bus. Solarzellen (knapp 2 kW) erzeugen die elektrische Energie und Reaktionsräder sowie Kaltgasdüsen sorgen für die Lageregelung.
Die acht Instrumente sind Weiterentwicklungen von denen der Vorgängermission. Besonders erwähnenswert ist hierbei die von einer Forschergruppe um Prof. Xu Zhihai (徐之海, * 1964) von der damaligen Fakultät für Optoelektronik (光电信息工程学系) der Zhejiang-Universität entwickelte CCD-Kamera. Deren Auflösung beträgt aus etwa 100 Kilometern Höhe nun sieben Meter. Durch Absenken des Mondorbits am Ende der Mission kann sogar eine Auflösung von einem Meter erreicht werden. Die anderen Instrumente sind ein wie bei Chang’e 1 aus drei einzelnen Messgeräten bestehender Detektor zur Messung der Teilchenstrahlung von der Sonne, ein Laser-Höhenmesser, ein optisches, ein Röntgen- und ein Gamma-Spektrometer sowie ein Mikrowellenradiometer.
Die verfeinerten Instrumente, insbesondere die hochauflösende Kamera, generieren deutlich mehr Daten als die Nutzlasten der Vorgängermission. Dies erforderte eine Erweiterung des vom Nationalen Zentrum für Weltraumwissenschaften der Akademie der Wissenschaften entwickelten Geräts, das die gesammelten Daten komprimiert und zwischenspeichert, bis sie, wenn die Sonde Sichtverbindung mit China hat,  an das Chinesische VLBI-Netzwerk gefunkt werden können. Der Datenspeicher von Chang'e 2 hat nun mit 144 GB eine dreimal so hohe Kapazität wie der von Chang'e 1, die Geschwindigkeit der Datenverarbeitung wurde um mehr als das hundertfache erhöht. Mit der alten Technik der Vorgängersonde hätte dies ein um das mehrfache vergrößerte Volumen und Gewicht sowie einen um mehr als das zehnfache erhöhten Stromverbrauch bedeutet. Durch Anwendung neuester Technologie gelang es der Entwicklergruppe jedoch, das Volumen und Gewicht des Geräts um nur 60 % zunehmen zu lassen, der Stromverbrauch verdoppelte sich nur.

## Missionsverlauf
Im Gegensatz zur Vorgängersonde Chang’e 1 flog Chang’e 2 mit einem größeren Treibstoffeinsatz direkt zum Mond. Dadurch verkürzte sich die Flugzeit von fast 14 auf 5 Tage. Die Mondumlaufbahn war mit 100 Kilometern Höhe über der Oberfläche nur noch halb so hoch wie bei Chang’e 1. Im Mai 2011 wurde der mondnächste Punkt der Bahn weiter abgesenkt und lag nur 15 Kilometer über dem Sinus Iridum. So konnten Aufnahmen mit einer Auflösung von 1,5 Metern pro Bildpunkt von der geplanten Landeregion der Sonde Chang’e 3 gemacht werden.
Am 9. Juni 2011 wurden die Triebwerke von Chang’e 2 gezündet, und die Sonde verließ die Umlaufbahn in Richtung des Lagrangepunkts L2 des Sonne-Erde-Systems wo sie etwa zehn Monate verblieb, den Sonnenwind maß und China wichtige Erfahrungen im Betrieb einer Tiefraumsonde lieferte. Im April 2012 verließ sie den Lagrangepunkt L2 um, ab Sommer 2012 überwacht und gesteuert von der neuerrichteten Tiefraumstation Giyamusi, den erdnahen Asteroid (4179) Toutatis zu erreichen. Am 13. Dezember 2012 um 08:30 UTC flog die Sonde in 3,2 km Abstand und mit einer Relativgeschwindigkeit von 10,73 km/s an Toutatis vorbei. Dabei wurde aus einer Entfernung von 93 bis 240 km eine Bilderserie aufgenommen.
Anschließend brach Chang’e 2 auf einer langgestreckten elliptischen Bahn um die Sonne (ähnlich wie die eines periodischen Kometen) in den interplanetaren Raum auf. Am 14. Februar 2014 war Chang’e 2 bereits 70 Millionen Kilometer von der Erde entfernt. Danach brach die Verbindung ab, es wird jedoch erwartet, dass die Sonde, nachdem sie das 300 Millionen Kilometer entfernte Apogäum ihrer Bahn erreicht hat, im Jahr 2029, nach neueren Schätzungen 2027, der Erde wieder auf 7 Millionen Kilometer nahekommen wird. Beim letzten Kontakt im Februar 2014 war Chang’e 2 noch in sehr gutem Zustand.